# آكلريس هاستيانا
آكلريس هاستيانا (الاسم العلمي: Acleris hastiana) نوع من العث متوطن في أوروبا، إيران، كازاخستان، الولايات المتحدة الأمريكية، إيركوتسك وسيبيريا.